# Ubojice (1995.)
Ubojice - američki akcijski film i triler iz 1995. koji je režirao i producirao Richard Donner. Inicijalno su scenarij napisali Lana i Andy Wachowski, a preradio ga je Brian Helgeland. U glavnim se ulogama pojavljuju Sylvester Stallone, Antonio Banderas i Julianne Moore.
Lana i Andy Wachowski su izjavili da je njihov scenarij Helgeland "posve preradio" i da su pokušali ukloniti svoja imena iz filma, ali nisu uspjeli. U Bollywoodu je 2002. snimljena nova verzija pod nazivom Humraaz, u kojoj glume Bobby Deol, Akshaye Khanna, Amisha Patel i Johny Lever.

## Radnja
Robert Rath (Sylvester Stallone) je plaćeni ubojica koji samo želi izaći iz tog "posla", progonjen uspomenom na ubojstvo vlastitog mentora Nikolaja godinama ranije. Rath je tih, mrzovoljan profesionalac koji je na zadatku kad netko drugi dospije do "cilja" (mete) prije njega. Ispostavi se da je ta osoba Miguel Bain (Antonio Banderas), njegov kolega, konkurent i sociopat. Rath zatim pokušava shvatiti tko je poslao Baina, a naručitelj mu ponudi zadnji posao koji bi mu financijski omogućio umirovljenje: ubojstvo četiriju nizozemskih kupaca, hakera pod imenom Electra (Julianne Moore) i pronalaženje diska s povjerljivim informacijama.
Bain je također angažiran da ubije Electru. Ubije Nizozemce za koje se ispostavi da su agenti Interpola. Dolazi Rath s ciljem da ubije Electru, ali prvi put u životu se predomisli. "Naknadu" za posao mu predaju u aktovci u zamjenu za disk. Aktovka zapravo sadrži bombu koju je postavio sam naručitelj s namjerom da ga ubije. Srećom, Electra uspije zamijeniti disk, iako nije sigurna da li će se Rath vratiti ili ne. Naručitelj riskira i angažira Baina da ga ubije: postavši meta zajedno s Electrom mora pokušati izvući dovoljno novca od naručitelja da zauvijek nestane, izbjegavajući Baina. Za naručitelja se ispostavi da nije nitko drugi nego Nikolaj, koji je također angažirao Baina da pronađe Electru i disk.

## Uloge
- Sylvester Stallone – Robert Rath
- Antonio Banderas – Miguel Bain
- Julianne Moore – Electra
- Anatolij Davidov – Nikolaj Tašlinjkov
- Muse Watson – Ketcham
- Steve Kahan – Alan Branch
- Kai Wulff – Remy
- Mark Coates – Jereme Kyle
- Kelly Rowan – Jennifer / Electra’s Neighbor

## Produkcija
Originalni scenarij su napisali Lana i Andy Wachowski i prodali ga za milijuna dolara producentu Joelu Silveru u isto vrijeme kad je kupio njihov scenarij za The Matrix, također za milijun dolara. Scenarij je bio sličan konačnom uratku, ali s razvijenijom ljubavnom pričom između Ratha i Electre i kraćim završetkom bez lika Nicolaija. Joel Silver je ponudio Richardu Donneru 10 milijuna da režira film, ali je Donner inzistirao da se scenarij preradi s ciljem da se ublaži nasilje i glavni lik učini simpatičnijim, te je doveo Briana Helgelanda koji je napravio te promjene i postao koscenarist. Lana i Andy su pokušali ukloniti svoja imena iz filma, ali ih je odbila Američka udruga pisaca. Kasnije, nakon što je pogledao film Preko svake mjere, Joel Silver im se ispričao zbog Ubojica i ponudio im da režira The Matrix.

### Izbor glumaca
Za ulogu Ratha su razmatrali glumce Seana Conneryja, Michaela Douglasa i Arnolda Schwarzeneggera, dok su glumce Christiana Slatera, Woodyja Harrelsona i Toma Cruisea razmatrali za ulogu Miguela Baina.

### Snimanje
Film je u potpunosti bio snimljen u Seattleu, dijelu Tacoma Everett (u regiji Puget Sound) države Washington, osim završnih scena koje su bile snimljene u Portoriku. U filmu je prikazana procesija za "Dia de los Muertos" ("Dan mrtvih") na ulicama San Juana. Ta procesija je većinom meksička tradicija i ne slavi se u Portoriku. U filmu se također pojavljuje nekoliko lokalnih glumaca, npr. Axel Anderson i Juan Manuel Lebrón.
Zgrada Banco de Puerto Rico iz filma je ustvari povijesni kasino koji se ranije pojavio u portorikanskom filmu La Gran Fiesta iz 1985.

## Premijera filma
Nekoliko godina nakon premijere Richard Donner je priznao da bi se, kad bi mogao ponovo snimiti film, više pridržavao originalnog scenarija i zamijenio glavne uloge, tako da Stallone glumi Baina, a Banderas Ratha.

### Kritika
Film je dobio većinom negativne kritike, i trenutno drži ocjenu od 16% na portalu Rotten Tomatoes koja se bazira na 45 osvrta, s prosječnom ocjenom od 3.7/10. Najviše negativnih kritika je dobio konfuzni i dosadni scenarij, međutim, pohvaljene su izvedbe glumaca.

### Uspjeh na kinoblagajnama
Ubojice su debitirale na broju 2 na kinoblagajnama. Film je zaradio samo 30.303,072 u SAD-u, te nije vratio uloženih 50 milijuna dolara.